# Округ Браун (Јужна Дакота)
Округ Браун (енгл. Brown County) је округ у америчкој савезној држави Јужна Дакота.

## Демографија
По попису из 2010. године број становника је 36.531, што је 1.071 (3,0%) становника више него 2000. године.
| Група             | 2000.          | 2010.          |
| Белци             | 33.715 (95,1%) | 33.825 (92,6%) |
| Афроамериканци    | 100 (0,3%)     | 194 (0,5%)     |
| Азијати           | 142 (0,4%)     | 355 (1,0%)     |
| Хиспаноамериканци | 237 (0,7%)     | 496 (1,4%)     |
| Укупно            | 35.460         | 36.531         |